# 石橋思案
石橋 思案（いしばし しあん、1867年7月3日（慶応3年6月2日） – 1927年（昭和2年）1月28日）は、日本の小説家。本名、助三郎。横浜弁天町生れ。東京帝国大学中退。
尾崎紅葉らとともに硯友社を創設し「我楽多文庫」を発行。「乙女心」「わが恋」「京鹿子」などを発表したが振るわず、後に博文館に入社し、『文芸倶楽部』を編集した。「雨香」とも号し、また都々逸では「自劣亭」の号を用いて活躍した。

## 経歴
1867年（慶応3年）6月2日、横浜の弁天町に石橋政方の長男として生れる。父・政方は外務省官吏。祖父は長崎の通詞で、石橋助左衛門といった。幼少時に上京し神田に住む。お茶の水の師範学校附属小学校に通い、1878年（明治11年）、学習院に入学。このころ川上眉山と知り合い、進文学舎を経て入った大学予備門では、同期に尾崎紅葉がいた。東京帝国大学法科に進学したが、文科に移った後退学。

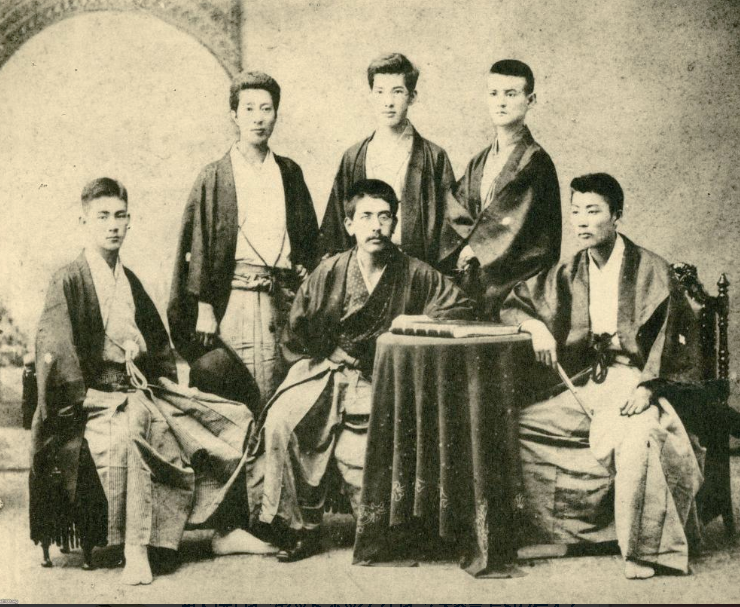
硯友社社友。後列左より武内桂舟、川上眉山、江見水蔭。前列左より巌谷小波、石橋思案、尾崎紅葉。1891年

1885年（明治18年）、紅葉、山田美妙、丸岡九華らと文学結社である硯友社を結成し、「我楽多文庫」を発行する。これに処女作「仇桜遊里廼夜嵐」を発表した。當時雨香と号していたが、石橋思案を筆名とし（思案とは、父祖の故郷長崎にある思案橋に因む）、「花盗人」（1889年）、「乙女心」（1889年）、「京鹿子」、「わが恋」（1894年）などの小説を執筆した。一方、自劣亭と号し都々逸でも活躍した（「我楽多文庫」が都々逸を掲載するのをやめる際、廃止反対をしている）。
だが戯作臭の強い作品は読者に受け入れられず、1895年（明治28年）、博文館より『文芸倶楽部』が創刊されるにあたって編集主任を任された。この後、「いさみ新聞」、「名古屋中京新聞」、「團々珍聞」と渡り歩き、「中央新聞」では主任、「読売新聞」では社会部長となる。1903年（明治36年）、再び博文館に入り、『文芸倶楽部』の編集にたずさわった。1916年（大正5年）、博文館を退社、1927年（昭和2年）1月29日、脳溢血のため死去した。
福田恆存年譜には、思案が恆存の名付け親だと書かれている。

## 著書

### 単著
- 『京かのこ』昌盛堂〈小説群芳 2〉、1890年2月。NDLJP:886054。
- 『探偵小説 電気の死刑』春陽堂〈探偵小説 第3集〉、1893年1月。NDLJP:878495。
- 『探偵小説 やれ手紙』春陽堂〈探偵小説 第5集〉、1893年3月。NDLJP:876678。
- 『滑稽小児四十八癖』博文館〈幼年玉手函 第9編〉、1894年8月。
- 『寧馨児』博文館〈少年文学 第30編〉、1894年9月。
- 『花盗人』駸々堂、1895年12月。NDLJP:887821。
- 『筆と紙』博文館、1900年12月。NDLJP:889245。

### 編集
- 尾崎紅葉『恋の山賤』梁江堂、1908年10月。NDLJP:886257。
- 山田美妙『お伽諷刺 智慧袋』博文館、1912年2月。NDLJP:1168623。

### 校訂
- 『落語全集』博文館〈続帝国文庫 第18編〉、1899年11月。
  - 『落語全集』（第4版）博文館〈続帝国文庫 第18編〉、1905年4月。NDLJP:1882669。
- 川上眉山『眉山美文集』博文館、1912年9月。

### 共著
- 漣山人、思案外史『従五位』春陽堂〈新小説 第2年 第2巻〉、1897年9月。NDLJP:886691。

## 関連
- 石橋氏
- 大橋乙羽